# Good Morning, Vietnam
Good Morning, Vietnam är en amerikansk krigs-dramakomedifilm från 1987 i regi av Barry Levinson.
Filmen hade svensk premiär den 7 oktober 1988. Robin Williams blev nominerad till en Oscar för bästa manliga huvudroll. Han vann dock en Golden Globe istället.

## Handling
Adrian Cronauer (Robin Williams) är en discjockey som kommer till Saigon i dåvarande Sydvietnam som en frisk fläkt för civilbefolkningen, soldater och inte minst sin befälhavare. Detta är på både gott och ont. Han rungar ut sitt Goood Mooorning, Vietnaaam! på den militära radiostationen där han fått arbete och spelar de härligaste rock-klassikerna någonsin (bland annat The Beach Boys och James Brown).
Men Cronauer upptäcker snart att radiostationen censurerar många nyheter och hans befäl förbjuder honom att spela musik av samhällskritiska artister (och motståndare till Vietnamkriget), till exempel Bob Dylan. Hans närmaste chef vill att han skall spela polka.
När han sedan dessutom börjar få vänner bland den sydvietnamesiska civilbefolkningen blir han allt mer skeptisk till såväl USA:s militära närvaro i landet som sin egen roll i det hela.

## Rollista
- Robin Williams – Airman Second Class Adrian Cronauer
- Forest Whitaker – Private First Class Eddie M. Garlick
- Chintara Sukapatana – Trịnh, en vietnamesisk skolflicka
- Tung Thanh Tran – Phan Đức Tô ("Tuan"), Trịnhs bror
- Bruno Kirby – Second Lieutenant Steven Hauk
- Robert Wuhl – Staff Sergeant Marty Lee Dreiwitz
- J.T. Walsh – Sergeant Major Phillip Dickerson
- Noble Willingham – Brigadier General Taylor
- Richard Edson – Private Abersold
- Richard Portnow – Sergeant Dan 'The Man' Levitan
- Floyd Vivino – Private Eddie Kirk
- Juney Smith – Sergeant Phil McPherson
- Dan Stanton – Censor #1
- Don Stanton – Censor #2